# Nuoto artistico ai campionati mondiali di nuoto 2019 - Singolo (programma libero)
La gara del nuoto artistico - singolo libero dei campionati mondiali di nuoto 2019 viene disputata il 15 e 17 luglio presso il ginnasio Yeomju di Gwangju. La gara, alla quale hanno preso parte 32 atlete provenienti da 32 nazioni, si svolge in due turni.
La competizione è stata vinta dalla sincronetta russa Svetlana Romašina, mentre l'argento e il bronzo sono andati rispettivamente alla spagnola Ona Carbonell e alla giapponese Yukiko Inui.

## Programma
| Data           | Ora (UTC+9) | Turno       |
| -------------- | ----------- | ----------- |
| 15 luglio 2019 | 11:00       | Preliminari |
| 17 luglio 2019 | 19:00       | Finale      |

## Risultati
| Pos. | Atleta                    | Nazione       | Preliminari | Preliminari | Finale          | Finale          |
| Pos. | Atleta                    | Nazione       | Punti       | Pos.        | Punti           | Pos.            |
| ---- | ------------------------- | ------------- | ----------- | ----------- | --------------- | --------------- |
| 1    | Svetlana Romašina         | Russia        | 96,4667     | 1           | 97,1333         | 1               |
| 2    | Ona Carbonell             | Spagna        | 93,8333     | 2           | 94,5667         | 2               |
| 3    | Yukiko Inui               | Giappone      | 92,5667     | 3           | 93,2000         | 3               |
| 4    | Marta Fjedina             | Ucraina       | 92,0667     | 4           | 92,5667         | 4               |
| 5    | Jacqueline Simoneau       | Canada        | 90,4333     | 5           | 90,7000         | 5               |
| 6    | Linda Cerruti             | Italia        | 90,2333     | 6           | 90,4667         | 6               |
| 7    | Evangelia Platanioti      | Grecia        | 88,4333     | 7           | 88,6667         | 7               |
| 8    | Vasiliki Alexandri        | Austria       | 86,7333     | 8           | 87,1667         | 8               |
| 9    | Eve Planeix               | Francia       | 86,4667     | 9           | 86,6667         | 9               |
| 10   | Vasilina Chandoška        | Bielorussia   | 84,7000     | 10          | 85,0667         | 10              |
| 11   | Kate Shortman             | Regno Unito   | 84,6000     | 11          | 84,7667         | 11              |
| 12   | Anita Alvarez             | Stati Uniti   | 84,4667     | 12          | 84,7333         | 12              |
| 13   | Lara Mechnig              | Liechtenstein | 82,4000     | 13          | Non qualificate | Non qualificate |
| 14   | Vivienne Koch             | Svizzera      | 82,1333     | 14          | Non qualificate | Non qualificate |
| 15   | Marlene Bojer             | Germania      | 79,7000     | 15          | Non qualificate | Non qualificate |
| 16   | Lee Ri-young              | Corea del Sud | 78,8000     | 16          | Non qualificate | Non qualificate |
| 17   | Alžběta Dufková           | Rep. Ceca     | 78,4333     | 17          | Non qualificate | Non qualificate |
| 18   | Mónica Arango             | Colombia      | 78,4000     | 18          | Non qualificate | Non qualificate |
| 19   | Nada Daabousová           | Slovacchia    | 78,1667     | 19          | Non qualificate | Non qualificate |
| 20   | Khonzodakhon Toshkhujaeva | Uzbekistan    | 76,8333     | 20          | Non qualificate | Non qualificate |
| 21   | Jasmine Verbena           | San Marino    | 76,2333     | 21          | Non qualificate | Non qualificate |
| 22   | Aleksandra Atanasova      | Bulgaria      | 76,1333     | 22          | Non qualificate | Non qualificate |
| 23   | Nevena Dimitrijević       | Serbia        | 75,4000     | 23          | Non qualificate | Non qualificate |
| 24   | Kyra Hoevertsz            | Aruba         | 74,6667     | 24          | Non qualificate | Non qualificate |
| 25   | Camila Arregui            | Argentina     | 74,6333     | 25          | Non qualificate | Non qualificate |
| 26   | Defne Bakırcı             | Turchia       | 74,5000     | 26          | Non qualificate | Non qualificate |
| 27   | Natalija Ambrazaitė       | Lituania      | 73,8000     | 27          | Non qualificate | Non qualificate |
| 28   | Aleksandra Filipiuk       | Polonia       | 73,6333     | 28          | Non qualificate | Non qualificate |
| 29   | Gabriela Alpajón          | Cuba          | 70,5667     | 29          | Non qualificate | Non qualificate |
| 30   | Eva Morris                | Nuova Zelanda | 69,5667     | 30          | Non qualificate | Non qualificate |
| 31   | Valeria Lizano            | Costa Rica    | 67,1333     | 31          | Non qualificate | Non qualificate |
| 32   | Zheng Zexuan              | Macao         | 66,8000     | 32          | Non qualificate | Non qualificate |